# Skispringen

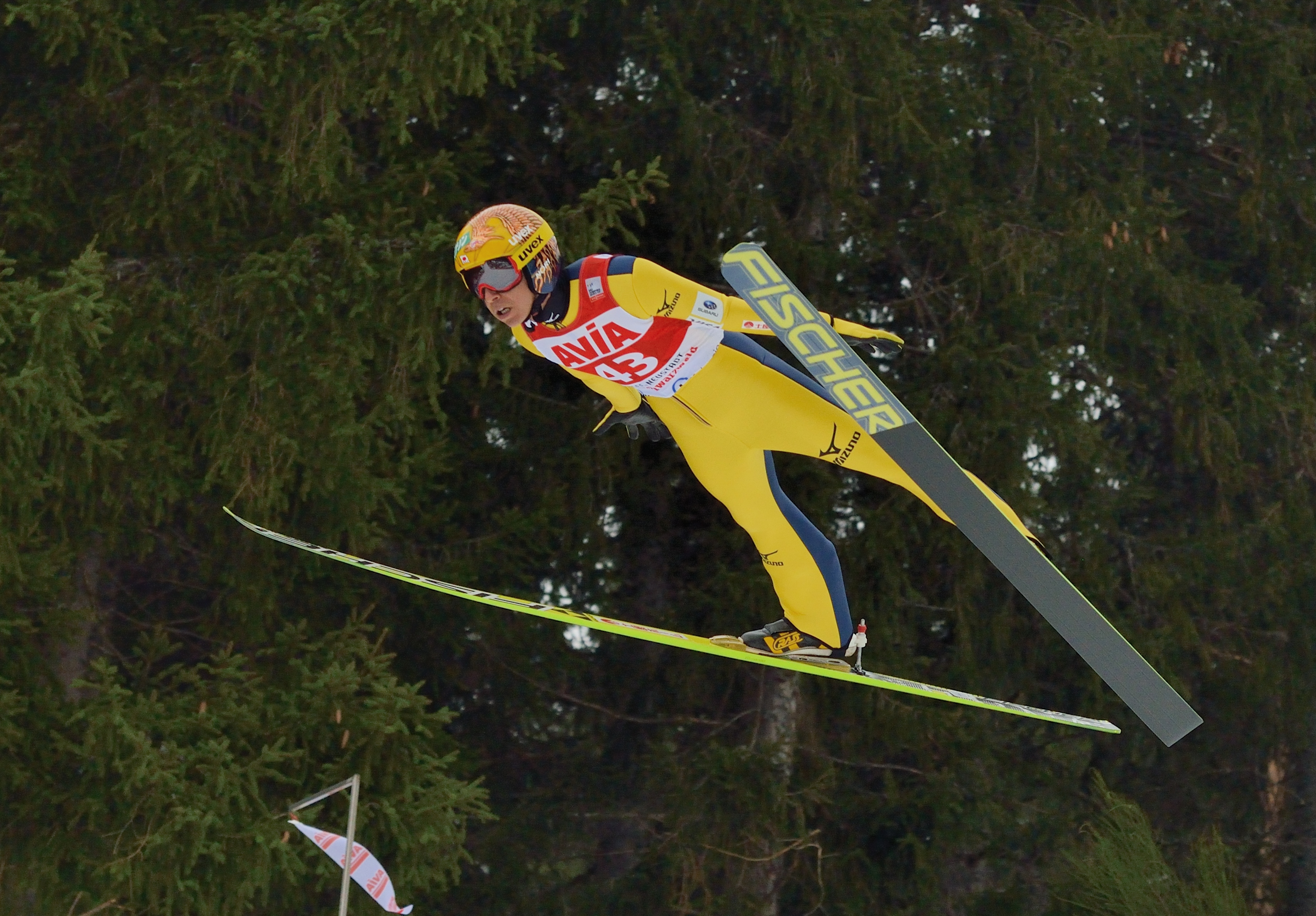
Noriaki Kasai während der Sprungphase in Titisee-Neustadt

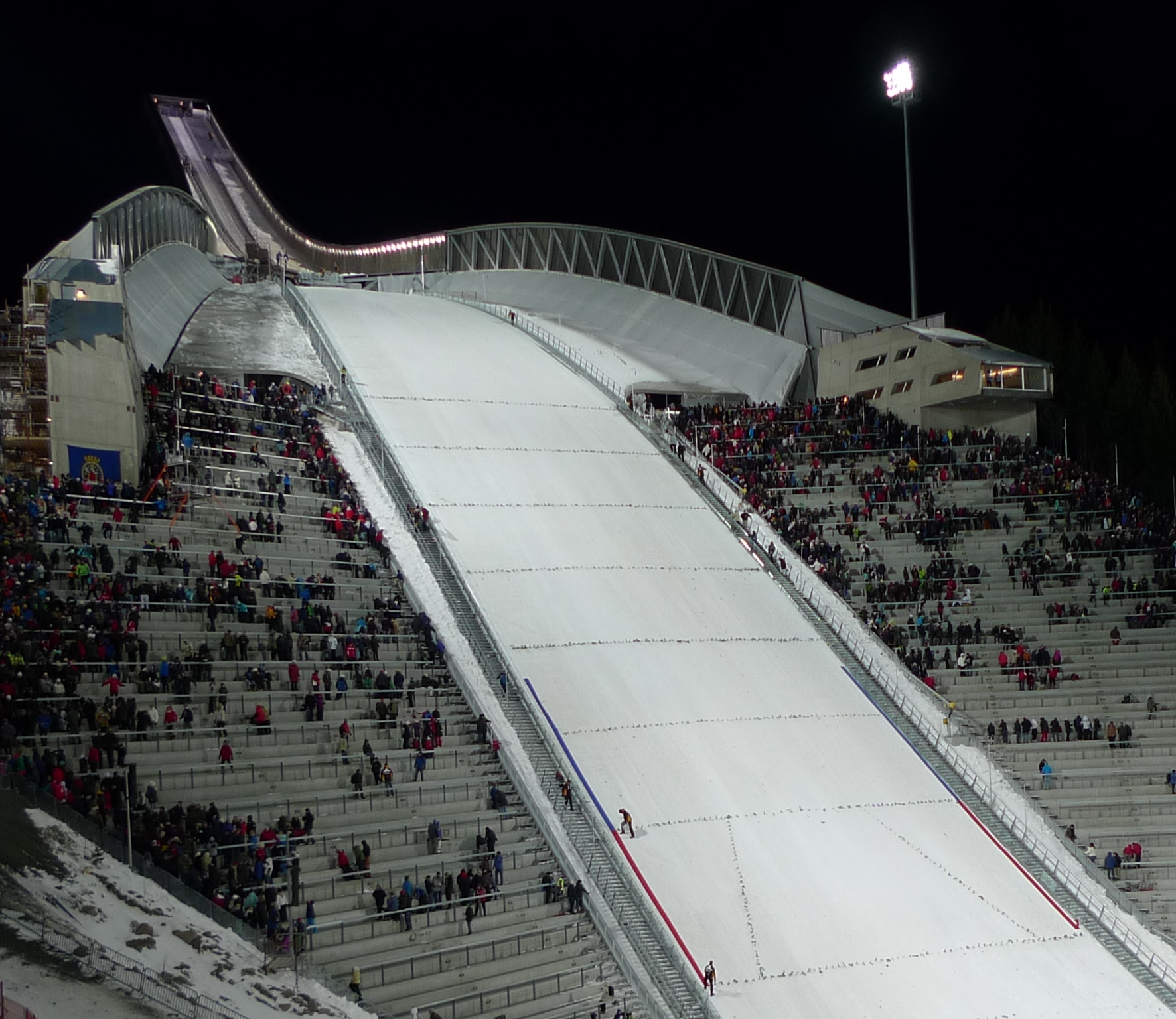
Skisprungschanze Holmenkollbakken in Oslo, Norwegen

Skispringen ist eine Wintersportart, bei der ein Sportler auf Skiern eine Skisprungschanze hinabgleitet, um Geschwindigkeit aufzunehmen, dann am Schanzentisch abspringt und versucht, möglichst weit vor dem Aufsetzen auf dem Boden zu fliegen. Neben der gemessenen Weite des Sprungs werden auch die Flughaltung und die Landung von Sprungrichtern bewertet, welche zusammen die Gesamtnote bilden. Als Disziplin der Olympischen Winterspiele wird das Skispringen auch Sprunglauf oder Spezialsprunglauf genannt.
Skispringen ist eine Einzelsportart, in Verbindung mit dem Skilanglauf auch ein Teil der Nordischen Kombination. Seit den 1980er-Jahren werden auch Mannschaftsspringen durchgeführt, bei denen für jedes teilnehmende Land üblicherweise vier Springer starten. Dabei entspricht das Ergebnis der Mannschaft der Summe der Punktzahlen der vier Einzelspringer.
Das Skispringen auf besonders großen Schanzen (ab einer Hillsize von 185 m, sogenannten Flugschanzen) wird Skifliegen genannt.

## Ablauf

### Wettbewerb
Ein Skisprung-Wettbewerb besteht in der Regel aus einem Qualifikationsdurchgang sowie zwei Wertungsdurchgängen. Die 50 besten Springer der Qualifikation dürfen am Hauptwettbewerb teilnehmen. Dieser wird in zwei Durchgängen ausgetragen, wobei im zweiten Durchgang nur die 30 besten Springer des ersten Durchgangs teilnehmen dürfen.
Jeder Sprung wird mit einer Punktzahl bewertet, diese setzt sich zusammen aus Punkten für die Weite sowie Haltungsnoten (siehe Bewertung). Für die Platzierung werden die Punkte der beiden Wertungsdurchgänge addiert. Sieger ist der Springer mit der höchsten Punktzahl.
Seit 2017 sind bei Weltcupspringen die zehn besten Springer des Gesamtweltcups nicht mehr automatisch qualifiziert.

### Sprung
Die Sportler gleiten beim Skispringen auf Skiern in einer vorbereiteten Schnee- oder Eisspur (bzw. im Sommer Keramik-, Metall- oder Mattenspur) den Anlauf der Sprungschanze hinab. Zunächst setzt sich der Skispringer auf den Balken, der im Anlauf der Schanze ist, stößt sich mit den Händen vom Balken ab und nimmt die Anlaufposition ein; dabei wird der Oberkörper auf die Oberschenkel gelegt und so eine hockende Haltung erreicht. Nachdem er die Schanze heruntergefahren ist, kommt bei etwa 90 km/h der Absprung vom Schanzentisch. Der Skispringer richtet sich mit einem kräftigen Sprung auf, zieht die Skispitzen zum Oberkörper hin und breitet sie gleichzeitig in Form eines „V“ aus. Dieser Teil des Sprungs ist sehr wichtig für den weiteren Verlauf des Versuches.
Im Flug selber behält der Skispringer diese Körperhaltung bei, bis er dem Hang so nahe kommt, dass er die Landung einleiten muss. Dazu stellt der Springer die Skier wieder parallel zueinander. Um bessere Haltungsnoten zu erlangen, bringt der Springer die Füße in eine Schrittposition und breitet die Arme aus. Diese Landetechnik heißt Telemark. Die theoretisch maximal erreichbare Weite ist durch die Schanze selbst bedingt. Als Kennzeichnung des „Schanzentyps“ dient die Hillsize-Marke.

### Bewertung
Die Gesamtpunktzahl, die ein Springer für seinen Sprung erhält, setzt sich zu gleichen Teilen aus den Punkten für Weite und Haltung zusammen:
Die Weite wird bei der Videoweitenmessung über Standbilder einer Videokamera gemessen. Dabei wird auf dem Videobild eine Weitenlinie auf den Landepunkt extrapoliert, das heißt aus speziell eingegebenen Messpunkten berechnet, und so die Weite auf 0,5 m genau bestimmt. Für das Risiko eines Systemausfalls stehen Weitenrichter bereit. Die Weitennote errechnet sich aus dem K-Punkt der Schanze und der gemessenen Weite. Gemessen wird in der geneigten Aufsprungbahn (früher durch Schätzung der Weitenrichter, heute mit Digitalkamera und Computerauswertung). Der K-Punkt (Konstruktionspunkt) bezeichnet die angegebene Entfernung (z. B. K120 = 120 m) von der Kante des Schanzentisches bis zum Beginn des Radius, der das Ende der Aufsprungzone darstellt, „als ob man ein imaginäres Maßband entlang des Hanges legte“. Beim Springer ist der Messpunkt die Fußmitte, bei einem Telemark-Aufsprung die Mitte zwischen beiden Füßen.
Für einen Sprung genau auf den K-Punkt werden 60 Weitenpunkte (bei Flugschanzen 120) vergeben. Für jeden Meter ober- bzw. unterhalb des K-Punkts werden abhängig von der Schanzengröße Weitenpunkte addiert oder subtrahiert. Bei Großschanzen, die am häufigsten im Weltcup vertreten sind, sind dies 1,8 Punkte pro Meter, auf Flugschanzen 1,2 Punkte pro Meter. Daraus ergibt sich die Gesamtpunktzahl für die gesprungene Weite.
Die Punktrichter, normalerweise fünf (mindestens aber drei), vergeben Noten für die drei zu bewertenden Kategorien Flug, Landung und Ausfahrt. Von der Idealnote 20,0 werden in jeder Fehlergruppe 0 bis 5 bzw. in der Gruppe Ausfahrt 7 Punkte in 0,5er-Schritten abgezogen. Von den fünf Punktwerten werden die höchste und die niedrigste Punktzahl gestrichen, sodass der Springer maximal 60 Punkte (Haltungsnote) erhalten kann.
Beispiel zur Berechnung der Gesamtnote: (Schanze: K120, Meterwert: 1,8 Punkte/m)
| Weite | Berechnung               | Weitenpunktzahl |
| ----- | ------------------------ | --------------- |
| 125 m | 60,0 + (125 − 120) × 1,8 | 69,0            |

| Kategorie | A    | B    | C    | D    | E    | Haltungsnote |
| --------- | ---- | ---- | ---- | ---- | ---- | ------------ |
| Flug      | 0,5  | 0,5  | 0,5  | 0,0  | 0,5  |              |
| Landung   | 1,5  | 1,0  | 0,5  | 1,5  | 0,5  |              |
| Ausfahrt  | 0,5  | 0,0  | 0,0  | 0,0  | 0,0  |              |
|           | 17,5 | 18,5 | 19,0 | 18,5 | 19,0 | 56,0         |

| Weitennote | Haltungsnote | Gesamtnote |
| ---------- | ------------ | ---------- |
| 69,0       | 56,0         | 125,0      |

### Wind- und Gateregel
In der Saison 2009/10 wurden ein Wind- und ein Gatefaktor eingeführt. Die während der Sommer-Wettbewerbe 2009 erprobten Regeln testeten die Sprungrichter bei Wettkämpfen im Rahmen der FIS-Team-Tour (30. Januar bis 7. Februar), des Nordic Tournament (6. bis 14. März) und der Skiflug-Weltmeisterschaft (19. bis 21. März). Außerdem kamen sie bei den Weltcup-Wettbewerben der Nordischen Kombination zur Anwendung. Seit dem Sommer 2010 gelten die Regeln offiziell.
Windfaktor
Der Windfaktor macht es möglich, Änderungen der Windverhältnisse zwischen einzelnen Sprüngen zu kompensieren. Bei jedem Sprung wird die Windgeschwindigkeit und -richtung an fünf verschiedenen Punkten gemessen und davon ein Durchschnittswert – der Windwert – ermittelt. Die Punkte werden aus dem Windwert berechnet.
Gatefaktor
Durch den Weiten- oder Torfaktor (f-Wert) ist es möglich, die Anlauflänge im Wettbewerb zu ändern, ohne den Durchgang neu starten zu müssen. Er wird für jede Sprungschanze einzeln berechnet und gibt an, wie sich die Sprungweite bei einer Anlaufverlängerung um einen Meter ändert. Die Punktzahl wird nach der Formel veränderte Anlauflänge in Zentimetern als prozentualer Anteil des f-Wertes × Punktwert pro Meter ermittelt. Wird im Wettkampf die Anlauflänge modifiziert, so wird den nachfolgenden Athleten die entsprechende Punktzahl gutgeschrieben beziehungsweise abgezogen.
Mit dem roten Knopf können seit der Saison 2012/13 auch die Trainer eine Veränderung der Anlauflänge für ihre Springer bewirken. Bei einer Anlaufverkürzung nach Traineranfrage erhalten die Aktiven die Kompensationspunkte für die Verkürzung jedoch nur, wenn sie beim Sprung 95 % der jeweiligen Hillsize-Marke erreichen.

### Weltcup-Punkte
Im Skisprung-Weltcup erhalten die 30 bestplatzierten Springer Weltcup-Punkte. Dies sind in der Regel die 30 Teilnehmer, die sich für den zweiten Durchgang eines Springens qualifiziert haben. Kann aus Witterungs- oder sonstigen Gründen ein zweiter Durchgang nicht durchgeführt werden, wird nur der erste Durchgang für den Wettkampf gewertet. Wenn nach dem ersten Durchgang zwei Springer punktgleich auf dem 30. Platz liegen, dann gehen 31 Springer in den zweiten Durchgang, und der Letzte dieses Wettbewerbs erhält keine Weltcup-Punkte. Dies kann also auch ein anderer als einer der beiden nach dem ersten Durchgang auf Rang 30 platzierten Springer sein.

## Geschichte

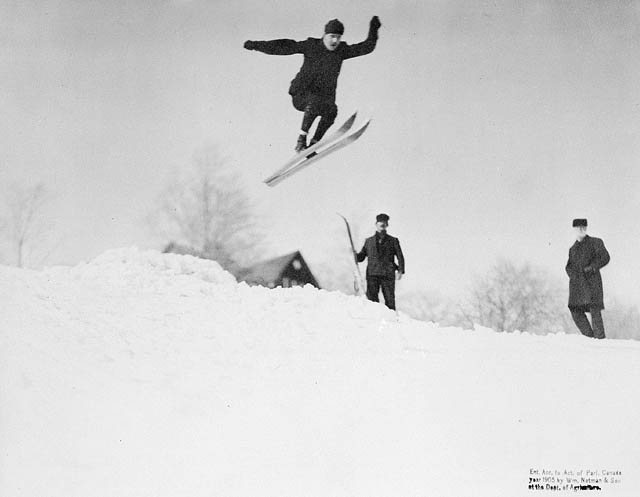
Skispringen 1905 …

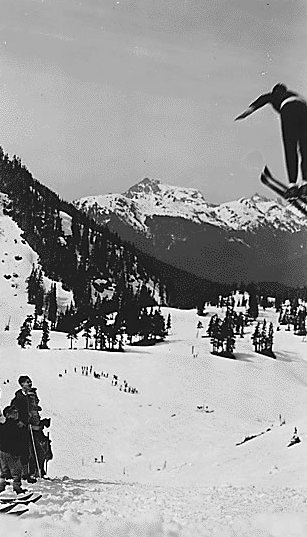
… und 1936

Bereits im 18. Jahrhundert wurden Gleitbretter im Schnee von den Bergbewohnern der Provinz Telemark benutzt, allerdings nicht vordergründig zum Springen.
Die erste Nachricht über ein Skispringen stammt aus dem Jahre 1796. Der holländische Seeoffizier Cornelius de Jong berichtete über eine Übung norwegischer Soldaten: „Vom Berge abfahrend, liefen sie auf der Ebene. Dann war da ein Haufen Holz und Schnee von ziemlicher Höhe, den sie überspringen mussten, […] den Sprung schätze ich, die Neigung des Hanges eingerechnet, auf 12 Ellen.“ (etwa 6–7 m). 1808 oder 1809 sprang Leutnant Olaf Rye von einem künstlich aufgeworfenen Schneehügel 9,5 m weit. Der aus Telemark stammende Zimmermann Sondre Norheim erreichte 1860 am Ende eines Langlaufs von seiner Heimatstadt nach Christiania (seit 1924 Oslo) von einer improvisierten Felsbrockenschanze bereits eine Weite von 30,5 m.
Danach wurde Skispringen vor allem durch ausgewanderte Norweger auch in Mitteleuropa und Nordamerika bekannt. In der Begeisterung der Skandinavier über diesen neuen Sport stiftete die schwedisch-norwegische Königsfamilie einen „Royal Cup“, der 1882 auf dem Holmenkollen erstmals vergeben wurde. Der erste größere jährlich ausgetragene Skisprungwettkampf fand 1879 auf dem Husebybakken in Oslo statt. 1892 zog der Wettbewerb auf den Holmenkollbakken um, der bis heute als Mekka des nordischen Wintersports gilt.
Das europaweite Skispringen begann am 2. Februar 1891 mit dem steirischen Sprunglauf in Mürzzuschlag, wo von einem verschneiten Misthaufen gesprungen wurde. In Deutschland fand 1893 ein erster Wettkampf statt, wobei bescheidene Sprungweiten erreicht wurden: z. B. im Harz 8 m oder bei den ersten Deutschen Meisterschaften im Februar 1900 17,5 m. Im Schwarzwald, Kern der rasanten Entwicklung des Skisports in Deutschland, baute man um 1900 am Feldberghof die erste Schanze (Max-Egon-Schanze), die lange Zeit benutzt wurde. Weitere folgten, u. a. 1937 die Große Schwarzwaldschanze. Mit der Entwicklung des geneigten Aufsprunghanges wurden im 20. Jahrhundert größere Sprungweiten erzielt, und immer mehr verfeinerte Materialien und Geräte kamen zur Anwendung.
Das Skispringen der Männer gehört seit den ersten Winterspielen 1924 zum olympischen Programm. Bis einschließlich der Saison 1964/65 gab es drei für die Wertung maßgebliche Durchgänge, wobei die zwei besten (besseren) Sprünge in die Wertung kamen, ehe der Weltskiverband (Sprung- und Tabellenkomitee sowie der Vorstand) Anfang August 1965 bei einer Sitzung in Hamburg die Reduzierung auf zwei Durchgänge beschloss. Es wurde ein neues Wertungssystem eingeführt, wonach das bisher progressive System durch ein lineares abgelöst wurde. Internationale Wettkämpfe wurden nun in zwei Durchgängen durchgeführt. Für den weitesten Sprung jedes Durchganges wurde die Note 60 vergeben (bisher war es das Mittel der drei weitesten Sprünge). Die Schnellwertung hatte nach einem Fixpunkt zu erfolgen, der für jede Schanze vorher bekannt war (als „Fixpunkt“ galt der „kritische Punkt“ = „K-Punkt“ plus 10 % – bei einer 80-m-Schanze also 88). Für die neuen Wertungstabellen waren Anhaltspunkte festgesetzt: Bei Schanzen bis zu 40 m gab es für jeden gesprungenen Meter 2 Punkte, von 40 bis 60 1,8 und von 60 bis 75 1,4 Punkte. Auf Großschanzen mit einem K-Punkt zwischen 75 und 90 m wurde jeder gesprungene Meter mit 1,4 Punkten bewertet, bei Flugschanzen mit einem K-Punkt über 90 m gab es 1 Punkt. An der Bewertung der Haltung änderte sich nichts. In der Nordischen Kombination blieb vorerst die alte Wertung gültig, jedoch ohne Wertverschiebung innerhalb der Weitentabellen, wie es im progressiven System üblich war.
Im 21. Jahrhundert wurde Skispringen auch als Frauensport populär und ist seit 2014 olympisch.

## Sprungtechnik
Die Technik des Skispringens hat sich im Laufe der Jahrzehnte deutlich gewandelt. In der Anfangszeit ruderten die Skispringer während des Sprungs bei paralleler Skihaltung mit den Armen. Später streckte man die Arme aus oder hielt sie eng am Körper. Die vorerst letzte technische Revolution gab es Anfang der 1990er-Jahre, als sich der Flugstil mit V-förmig gespreizten Skiern (V-Stil) gegenüber dem Parallelstil durchsetzte. Der neue Stil, für dessen Einführung maßgeblich der Schwede Jan Boklöv verantwortlich zeichnete, erlaubt aufgrund der verbesserten Aerodynamik deutlich weitere Sprünge. Ursprünglich musste Boklöv dafür hohe Punkteabzüge für die Flugtechnik in Kauf nehmen, die wesentlich höhere Weite erlaubte ihm aber trotzdem, Spitzenplatzierungen zu erreichen. Bis 1992 übernahmen nahezu alle Springer diese Technik.
Auch bei der Landung gilt es, einen besonderen Stil anzuwenden, den „Telemark“. Der Telemark, der nach der norwegischen Provinz Telemark benannt wurde, weil er dort das erste Mal gesprungen wurde, ist eine Art Ausfallschritt, bei dem das hintere Bein deutlich tiefer gebeugt wird als das vordere Bein. Die so genannte Haferllandung, auch als Kacherllandung oder Parallellandung bezeichnet, bei der die Ski parallel und vorne bündig aufsetzen, wird oft aus Sicherheitsgründen von den Springern bei besonders großen Weiten ausgeführt, jedoch deutlich schlechter bewertet.

### Weitenrekorde
Die Verbesserungen in Technik, Material und Trainingskonzeption haben zu einer rasanten Rekordentwicklung geführt. Der erste statistisch festgehaltene Weitenrekord von 1879 lag bei 23 m. Bis 1927 verbesserten nur Norweger den Weitenrekord, dann brach der Schweizer Bruno Trojani mit 72 m den Weltrekord. 1936 gab es den ersten Sprung über 100 m durch den Österreicher Sepp Bradl (101 m). 1962 wurde der Weltrekord durch den Deutschen Peter Lesser auf 141 m, 1965 auf 145 m verbessert. 1967 wurden 150 m vom Norweger Lars Grini gesprungen.
Der erste gestandene Flug über 200 m gelang 1994 dem Finnen Toni Nieminen mit 203 m. Andreas Goldberger (Österreich) erreichte diese Weite am gleichen Tag schon früher; der Sprung galt aber als gestürzt, da Goldberger bei der Landung in den Schnee fasste. Davon abgesehen gab es zu dieser Zeit offiziell keine derartigen Flüge. Aus Gründen der Sicherheit hatte die FIS 1986 beschlossen, Flüge auf 191 m zu beschränken. Damit wurde jeder Flug über diese Marke nur mit 191 m bewertet. Gegen Mitte der 1990er-Jahre wurde diese Einschränkung wieder aufgehoben.
Der derzeitige Weltrekord liegt bei 254,5 m und wurde am 30. März 2025 vom Slowenen Domen Prevc in Planica aufgestellt. Seine Schwester Nika Prevc stellte mit 236 m den Weltrekord der Frauen am 14. März 2025 in Vikersund auf.
Inoffizielle Rekorde
Am 23. April 2024 ist Ryōyū Kobayashi auf einer natürlichen, aber mit Schnee präparierten Schanze bei Akureyri 256, 259, 282 und schließlich 291 Meter weit gesprungen. Da verschiedene FIS-Regeln nicht eingehalten wurden (vor allem keine zugelassene Schanze und keine Teilnahme an einem offiziellen Wettbewerb), ist Kobayashi auch nicht Träger des FIS-Rekordes.

### Höchstnoten
Wenn ein Skispringer für seinen Sprung von allen fünf Punktrichtern die Höchstnote 20 erhält, weil keine Punkte in den drei zu bewertenden Kategorien Flug, Landung und Ausfahrt abgezogen werden, gilt das als perfekter Sprung. Bisher haben in der Geschichte des Skispringens nur neun Springer diese höchste Bewertung erhalten:
| Name              | Datum            | Ort           | Wettbewerb                                             | Weite   | Platzierung |
| ----------------- | ---------------- | ------------- | ------------------------------------------------------ | ------- | ----------- |
| Anton Innauer     | 7. März 1976     | Oberstdorf    | Skifliegen (Internationale Skiflugwochen)              | 168 m   | 1. Platz    |
| Kazuyoshi Funaki  | 24. Januar 1998  | Oberstdorf    | Skiflug-Weltmeisterschaft, Flugschanze, 1. Durchgang   | 187,5 m | 2. Platz    |
| Kazuyoshi Funaki  | 25. Januar 1998  | Oberstdorf    | Skiflug-Weltmeisterschaft, Flugschanze, 2. Durchgang   | 205,5 m | 1. Platz    |
| Kazuyoshi Funaki  | 15. Februar 1998 | Nagano        | Olympische Spiele, Großschanze, 2. Durchgang           | 132,5 m | 1. Platz    |
| Kazuyoshi Funaki  | 17. Januar 1999  | Zakopane      | Weltcup-Springen, Großschanze, 1. Durchgang            | 119 m   | 2. Platz    |
| Roar Ljøkelsøy    | 11. August 2002  | Hinterzarten  | Sommer Grand Prix, Normalschanze, 1. Durchgang         | 99,5 m  | 6. Platz    |
| Roar Ljøkelsøy    | 11. August 2002  | Hinterzarten  | Sommer Grand Prix, Normalschanze, 2. Durchgang         | 100,5 m | 6. Platz    |
| Sven Hannawald    | 8. Februar 2003  | Willingen     | Weltcup-Springen, Großschanze, 1. Durchgang            | 142 m   | 1. Platz    |
| Hideharu Miyahira | 8. Februar 2003  | Willingen     | Weltcup-Springen, Großschanze, 2. Durchgang            | 135,5 m | 6. Platz    |
| Wolfgang Loitzl   | 6. Januar 2009   | Bischofshofen | Vierschanzentournee 2008/09, Großschanze, 1. Durchgang | 142,5 m | 1. Platz    |
| Peter Prevc       | 20. März 2015    | Planica       | Weltcup-Springen, Flugschanze, 2. Durchgang            | 233 m   | 1. Platz    |
| Jurij Tepeš       | 22. März 2015    | Planica       | Weltcup-Springen, Flugschanze, 2. Durchgang            | 244 m   | 1. Platz    |
| Daniel Tschofenig | 28. März 2025    | Planica       | Weltcup-Springen, Flugschanze, 2. Durchgang            | 233,5 m | 4. Platz    |

Roar Ljøkelsøy erhielt beim Sommer-Skispringen in Hinterzarten am 11. August 2002 in beiden Durchgängen fünfmal die Höchstnote, dennoch konnte er mangels ausreichender Weite in keinem der beiden Durchgänge einen Podestplatz erreichen. Bei diesem Springen wurde testweise – anders als heute – rein nur die Landung (der Telemark) selbst bewertet, nicht Flug, Dynamik oder Ausfahrt.
Sven Hannawald und Wolfgang Loitzl sowie zweimal Kazuyoshi Funaki erhielten für ihren zweiten Sprung jeweils viermal die Haltungsnote 20 und einmal 19,5 Punkte und wurden damit innerhalb einer Sprungveranstaltung neunmal mit der Höchstnote 20 bewertet. Funaki ist der einzige Skispringer, dem bei mehreren Wettbewerben fünfmal mit der Höchstnote ausgezeichnete Sprünge gelangen.

## Verbreitung
Skispringen ist eine gefährliche und technisch anspruchsvolle Sportart. Da zudem der Unterhalt der Schanzen und das Material für den Skispringer recht teuer sind, ist Skispringen keine Breitensportart. Weltweit gibt es nur wenige tausend aktive Skispringer.

### Deutschland
In Deutschland sind die Zentren des Skisprungsports die Bayerischen Alpen, der Südschwarzwald, der Bayerische Wald, das Erzgebirge, das Vogtland, der Thüringer Wald, das Sauerland und das Fichtelgebirge. Erfolgreiche deutsche Skispringer wie Dieter Thoma, Jens Weißflog, Martin Schmitt und Sven Hannawald trugen zur Popularisierung der Sportart in Deutschland bei.

### Weltweit
Skispringen wird derzeit in 31 Ländern in Europa (24 Länder), Asien (5 Länder) und Nordamerika (2 Länder) professionell betrieben. Mit Abstand am erfolgreichsten sind neun Nationen, davon acht europäische. Die meisten Titel haben Österreich, Deutschland, Finnland, Norwegen und Polen aufzuweisen, Slowenien, Tschechien, Russland und Japan zählen ebenso zu den klassischen Skisprungnationen. Zur Weltspitze gehörten auch schon Springer aus Frankreich, Italien und der Schweiz.
Zu den „kleineren“ europäischen Nationen gehören Estland, Schweden, Slowakei und die Ukraine. Schweden hat insofern eine besondere Bedeutung, als Jan Boklöv dem seit 1990 allgemein angewendeten V-Stil zum Durchbruch verhalf. Zudem treten einzelne Athleten aus Rumänien und der Türkei bei Weltklassewettbewerben an, in geringerem Umfang gilt dies auch für Springer aus Bulgarien, Lettland und ehemals Kroatien. Einige wenige Vertreter dieses Sports gibt es auch in Ungarn und Belarus. Im Vereinigten Königreich gab es vereinzelt auch Skispringer, größere Bekanntheit erlangte Michael Edwards alias Eddy the Eagle.
In Nordamerika sind in den Vereinigten Staaten zwar Schanzen vorhanden, die Springer dort konnten jedoch bis auf wenige Ausnahmen keine Spitzenplatzierungen bei internationalen Wettbewerben verbuchen. Allerdings waren in den 1910er und 1920er Jahren Skispringer aus den USA die ersten, denen es gelang, die bis dahin ausschließlich von Norwegern aufgestellten Weitenrekorde zu überbieten. In Kanada war Skispringen lange nur eine Randsportart, weshalb es dort nur wenige international erfolgreiche Skispringer gab. Im Jahr 1925 erzielte der aus Norwegen eingewanderte Nels Nelsen mit einer Weite von 73 m einen Weltrekord. In den 1980er-Jahren waren Horst Bulau und Steve Collins international erfolgreich. Seit dem Jahr 2022 konnte Kanada vor allem bei den Frauen zur Weltspitze aufschließen, so erreichte in der Saison 2023/24 Alexandria Loutitt den 3. Platz im Gesamtweltcup nachdem sie im Jahr davor bereits den Weltmeistertitel auf der Großschanze gewonnen hatte.
Aus Asien sind bisher hauptsächlich Skispringer in Japan, Kasachstan und Südkorea international aktiv. Einige wenige Springer gibt es auch in China und Georgien. Zu Asien müssen natürlich auch die beiden bereits erwähnten europäisch-asiatischen Staaten Russland und Türkei angeführt werden.
In einigen Ländern sind Amateur-Springer bekannt, unter anderem in Litauen und Serbien, wo es jeweils kleine Schanzen gibt. In Australien versuchte ein slowenischer Einwanderer und begeisterter Hobbyspringer namens Tony Mihelcic ein Team aufzubauen. Im Jahr 2004 wurde das Projekt für den Bau eines Schanzenkomplexes und der Gründung des Ski Jumping Institute Australia publiziert. Der bisher einzige griechische Skispringer war Nico Polychronidis. Früher gab es auch in weiteren Ländern wie Dänemark, den Niederlanden, Island (bis 2021) oder Spanien Skispringer.
Bei den frühen internationalen Wettbewerben der Damen waren Vertreterinnen aus „kleinen“ Nationen wie Kanada, Frankreich, Italien und den USA verhältnismäßig erfolgreicher als männliche Springer aus den besagten Staaten in ihren Konkurrenzen.

## Wettbewerbe

### Männer

#### Olympische Spiele
Seit den ersten Olympischen Winterspielen 1924 ist Skispringen in den Wettbewerbsdisziplinen vertreten. Seit 1964 werden zwei Einzelwettbewerbe ausgetragen, einer auf der Normalschanze und einer auf der Großschanze. Bis 1988 war der Konstruktionspunkt der Normalschanze auf 70 m festgelegt, der der Großschanze auf 90 m. Seit 1992 ist die 90-Meter-Schanze die Normalschanze, die Großschanze hat einen Konstruktionspunkt von 120 m. Seit 1988 wird zudem ein Mannschaftsspringen veranstaltet. Bis 1984 waren die Olympischen Spiele auch gleichzeitig Weltmeisterschaften.

#### Nordische Skiweltmeisterschaften
Die Nordischen Skiweltmeisterschaften wurden erstmals im Rahmen der Olympischen Winterspiele 1924 ausgetragen und finden heute alle zwei Jahre jeweils in den Monaten Januar bis März statt. Skispringen war von Beginn an eine der Wettbewerbsdisziplinen. Seit 1962 gibt es neben dem Springen von der Normalschanze auch einen Einzelwettbewerb auf der Großschanze.
Bei den Nordischen Skiweltmeisterschaften 1978 in Lahti wurde erstmals ein noch inoffizieller Mannschaftswettbewerb ausgetragen, 1982 in Oslo wurden dann auch Medaillen vergeben. Das Reglement sah vor, dass von vier Springern pro Durchgang die schlechteste Punktzahl gestrichen wurde, also nur drei in der Wertung blieben. Bei den späteren Weltmeisterschaften (und anderen Wettbewerben) wurden alle Springer gewertet. Im Olympiajahr 1984 wurde eine separate Mannschafts-Weltmeisterschaft in Engelberg ausgetragen. Bei den Weltmeisterschaften 2001, 2005 und 2011 gab es neben dem üblichen Teamwettbewerb von der Großschanze auch einen von der Normalschanze. Er war allerdings kein fester Bestandteil des Programms von Nordischen Weltmeisterschaften, sondern musste vom Veranstalter bei der FIS beantragt werden. Seit 2013 wird ein Mixed-Wettbewerb von der Normalschanze ausgetragen.

#### Skiflug-Weltmeisterschaft
Seit 1972 gibt es eine Skiflug-Weltmeisterschaft, die im jährlichen Wechsel mit den Nordischen Skiweltmeisterschaften ausgetragen wird.

#### Weltcup
Die besten Skispringer nehmen am Skisprung-Weltcup teil, einer von der FIS seit 1979 während des gesamten Winters ausgetragenen Reihe von rund 30 Veranstaltungen in neun Ländern vor allem Nord- und Mitteleuropas, aber auch in Japan und den USA. Einige der Weltcup-Wettbewerbe finden auf größeren Skiflugschanzen statt. Neben den Einzelwettbewerben finden auch nach Nationen ausgetragene Teamkonkurrenzen statt. Die Rangliste der Skispringer im Weltcup wird durch das FIS-Punktesystem bestimmt. Den Abschluss der Weltcup-Saison bildet im März traditionell das Skifliegen auf einer der weltweit größten Schanzen im slowenischen Planica.
Seit der Saison 2011/12 tragen auch die Frauen eine eigene Wettkampfserie auf Weltcup-Ebene aus. Im August 2012 fand in Courchevel im Rahmen des Sommer-Grand-Prix der erste Mixed-Wettbewerb statt, am 23. November 2012 wurde er in Lillehammer zum ersten Mal als Weltcupspringen ausgetragen.

#### Vierschanzentournee
| Ort (Datum)                                           | Schanze                    | Schanzenrekord (Jahr)           |
| ----------------------------------------------------- | -------------------------- | ------------------------------- |
| Oberstdorf (29. oder 30. Dezember)                    | Schattenbergschanze        | Sigurd Pettersen 143,5 m (2003) |
| Garmisch-Partenkirchen (1. Januar; Neujahrsspringen)  | Große Olympiaschanze       | Michael Hayböck 145,0 m (2025)  |
| Innsbruck (3. oder 4. Januar)                         | Bergiselschanze            | Michael Hayböck 138,0 m (2015)  |
| Bischofshofen (6. oder 7. Januar; Dreikönigsspringen) | Paul-Außerleitner- Schanze | Dawid Kubacki 145,0 m (2019)    |

Seit 1952 findet jährlich über den Jahreswechsel auf vier Sprungschanzen in Deutschland und Österreich die Vierschanzentournee statt. Seit 1979 wird die Tournee im Rahmen des Weltcups veranstaltet. Ihr Gewinn gilt als mindestens so prestigeträchtig wie ein Weltmeistertitel, da die Springer sich in vergleichsweise kurzer Zeit auf vier unterschiedliche Schanzenprofile einstellen müssen. Sven Hannawald war 2001/02 der erste Springer, der alle vier Wettbewerbe einer Tournee gewinnen konnte. Mit Kamil Stoch 2017/18 und Ryōyū Kobayashi 2018/19 gelang dies bislang zwei weiteren Springern. Janne Ahonen konnte fünfmal den Gesamtsieg erringen, Jens Weißflog viermal. Bei der Vierschanzentournee 2005/06 gab es mit den beiden punktgleichen Springern Janne Ahonen und Jakub Janda erstmals in der Geschichte zwei Sieger.

#### Nordic Tournament
Von 1997 bis 2010 wurden vier Einzelkonkurrenzen des Weltcups im Rahmen des sogenannten Nordic Tournament ausgetragen, einer skandinavischen Entsprechung der Vierschanzentournee. Diese Wettkampfserie umfasste die Springen in Lahti, Kuopio und Lillehammer sowie das prestigeträchtigste Springen auf dem Osloer Holmenkollbakken. In der Weltcup-Saison 2004/05 gelang es Matti Hautamäki als erstem Skispringer, alle vier Springen des Nordic Tournament für sich zu entscheiden.

#### Raw Air
2017 wurde zum ersten Mal das so genannte Raw Air in Norwegen ausgetragen. Auf den drei Großschanzen in Oslo, Lillehammer und Trondheim sowie auf der Flugschanze in Vikersund finden an zehn Tagen im März täglich Springen statt. Eine Besonderheit ist, dass die hier „Prolog“ genannten Qualifikationsspringen in die Endwertung des Raw Air einfließen, aber dafür keine Weltcuppunkte vergeben werden.
In der Folge wurden weitere Wettbewerbe mit diesem System ins Leben gerufen, wie die Willingen Five und die Titisee-Neustadt Five in Deutschland bzw. Planica7 beim Weltcupfinale in Slowenien.

#### FIS-Team-Tour
Von 2009 bis 2013 gab es die FIS-Team-Tour, die in Deutschland ausgetragen wurde. Sie war Teil des Skisprung-Weltcups. Sie bestand aus zwei Team- und drei Einzelspringen.
Gesamtsieger wurde kein Einzelspringer, sondern die Nation mit den meisten Punkten in der Gesamtwertung.

#### Grand-Prix
Seit 1994 gibt es eine aus sechs bis zwölf Springen bestehende Wettkampfserie im Sommer, den auf Mattenschanzen ausgetragenen Sommer-Grand-Prix. Dieser entspricht vom sportlichen Niveau dem Weltcup.

#### Continental Cup
Der Continental Cup, abgekürzt COC, ist die zweithöchste Wettkampfklasse nach dem Weltcup. Üblicherweise treten hier jüngere Springer an, um sich einen Platz im Weltcupteam ihres Landes zu erspringen. Im Gegensatz zu Weltcup und Grand-Prix, die nur im Winter oder Sommer stattfinden, schließt eine COC-Saison Sommer- und Winterspringen ganz ein. Seit 2004 wird auch ein Continental Cup der Frauen ausgetragen.

#### FIS Cup
Der erst seit 2005 ausgetragene FIS Cup ist die unterste vom Internationalen Skiverband ausgetragene Wettkampfserie im Skispringen. Obwohl es keine Altersbeschränkung gibt, nehmen am FIS Cup hauptsächlich junge Nachwuchssportler teil. Vor Einführung des FIS Cups wurden auf dieser Ebene bereits so genannte FIS-Springen veranstaltet, für die es jedoch keine Gesamtwertung gab.

#### Weitere Wettbewerbe
Jährlich werden von der FIS Junioren-Weltmeisterschaften ausgetragen. Ebenfalls finden Skisprungwettbewerbe im Rahmen der Universiade statt. Dazu kommt der Alpencup, eine von der OPA organisierte Nachwuchsserie. Jede größere Skisprungnation richtet nationale Meisterschaften aus. Daneben gibt es viele auf Vereinsebene organisierte Springen, genauso wie Junioren- und Seniorenwettbewerbe.

### Frauen

#### Erste eigene Wettbewerbe
Das Frauen-Skispringen entwickelte sich um die Jahrtausendwende; im Jahr 2002 nahmen aus den Wintersport-aktiven Ländern etwa 300 Frauen an Sprungwettbewerben teil, davon rund 200 Norwegerinnen, 40 Japanerinnen, 40 Österreicherinnen und einige Deutsche. Obwohl es damit noch an einer ausreichend breiten Basis für spezielle Frauen-Wettkämpfe mangelte, richtete die FIS in der Saison 2003/04 einen ersten offiziellen Frauen-Sprungwettbewerb im Rahmen der Junioren-Weltmeisterschaft in Stryn (Norwegen) aus. Skispringerinnen starten mit einem verlängerten Anlauf, um trotz ihres i. d. R. geringeren Körpergewichts eine ausreichende Absprung-Geschwindigkeit zu erreichen, und erzielen so Weiten, die nicht unter jenen der männlichen Skispringer liegen. In Medienberichten wird immer wieder darauf hingewiesen, dass dadurch die Knie- und Sprunggelenke der Springerinnen physiologisch überfordert sein könnten.

#### Weltmeisterschaften
Im Jahr 2009 ließ die FIS im Rahmen der Nordischen Skiweltmeisterschaften eine erste offizielle Frauen-Skisprung-Weltmeisterschaft von der Normalschanze in Liberec austragen. Erste Weltmeisterin wurde die US-Amerikanerin Lindsey Van. Seit den Nordischen Skiweltmeisterschaften 2013 wurde mit der Einführung eines Mixed-Teamspringens eine zweite Medaillenchance für die Skispringerinnen etabliert. Sechs Jahre später fand in Seefeld das erste Teamspringen der Frauen statt, ehe bei den Nordischen Skiweltmeisterschaften 2021 in Oberstdorf erstmals eine Weltmeisterin von der Großschanze ermittelt wurde. Mit der Einführung des Großschanzenwettbewerbes gibt es numerisch die gleiche Anzahl an Medaillenentscheidungen bei Frauen wie bei den Männern.
2006 wurde die erste offizielle Junioren-Weltmeisterschaft für Frauen ausgetragen. Bei den folgenden Weltmeisterschaften wurde das Frauen-Teamspringen eingeführt.

#### Internationale Vergleiche
Zwischen 1999 und 2011 fand in Deutschland und Österreich der FIS Ladies Grand Prix mit Einzel- und Teamspringen statt. Seit 2004/05 findet der FIS Continental Cup (Ladies) und seit 2011/12 der Skisprung-Weltcup der Damen statt.

#### Olympische Spiele
Das Skispringen der Frauen ist seit den Winterspielen 2014 in Sotschi olympisch. Gesprungen wird auf der Normalschanze. Erste Olympiasiegern wurde Carina Vogt aus Deutschland. Bereits für die Olympischen Winterspiele 2010 in Vancouver war ein Antrag zur Aufnahme des Frauenwettbewerbes gestellt worden, den das IOC aber abgelehnt hatte.

## Regeln für Ausrüstung und Sprungkleidung
Im Skispringen gibt es vor allem eine feste Ausrüstung, bestehend aus speziellen Sprungskiern und Schutzhelmen. Sehr wichtig ist die Skilänge, die gekürzt werden muss, falls der Springer einen Body-Mass-Index von 20 unterschreitet. Seit der Sommersaison 2011 ist ein Body-Mass-Index von mindestens 20,5 inklusive Anzug und Schuhe für das Ausnutzen der vollen Skilänge nötig. Der Grenzwert wurde später auf einen BMI von 21 erhöht, wobei das Gewicht aktuell ohne Helm, Brille, Hand- und Sprungschuhe ermittelt wird.
Erst in den letzten Jahrzehnten des 20. Jahrhunderts wurde die Kleidung reglementiert und seitdem ständig den Neuentwicklungen angepasst. Die Sportler tragen nun einteilige Anzüge mit festgelegten maximalen Luftdurchlässigkeitswerten (30 l/min–40 l/min), als Material dient Chintz-Stoff, der 3–5 mm dick sein muss; für Rücken- oder Gegenwindsituationen gibt es unterschiedliche Anzüge. Am Saisonbeginn werden die Anzüge vermessen und dann „verplombt“, während der Saison werden Stichprobenkontrollen durchgeführt. Seit 2003 dürfen die Sprunganzüge an 6 Körperstellen (Oberarme, Achselhöhle, Brustumfang, Gesäß, Torso, Oberschenkeln) den Springern individuell angepasst werden (Abweichung max. 6 cm). Anzüge und Sportler werden mit einem digitalen Body-Scanner vermessen. – Diese Festlegungen waren erforderlich, da die Österreicher bei der Vierschanzentournee 2002/03 durch einen Materialmix (Fischhaut-Anzüge) und einen längeren Schritt für ihre Springeranzüge Vorteile für ihre Starter herausholten.
An den Ärmelenden sind Schlaufen angebracht, die zwischen den Fingern festgezogen werden, und so für einen möglichst faltenfreien Sitz sorgen. Die Beschaffenheit der Unterwäsche ist inzwischen ebenfalls vorgeschrieben.
Die Startnummern sind Pflicht. Ohne Nummer kommt es zur Disqualifikation, wie es bei der WM 2009 im Teamwettbewerb der Nordischen Kombinierer dem US-Amerikaner Bill Demong widerfuhr. Zu lange Skier und zu breite Anzüge führen ebenfalls zur Disqualifikation.
Die Materialkommission der FIS hat 2011 neue Regeln zur besseren Sicherheit der Sportler beschlossen. Diese betreffen die Länge und den Taillierungsradius der Alpinskier sowie die Bekleidung der Skispringer. Aus den Details ergibt sich als wichtigste Änderung, dass die Anzüge nunmehr wesentlich enger anliegen müssen.

## Gesundheitliche Risiken
Im Skispringen kommt es gelegentlich zu Stürzen, die schwere Verletzungen zur Folge haben. So verunglückten im Laufe der Zeit einige Springer tödlich, darunter Paul Außerleitner im Jahr 1952. Die Springer Pekka Salo aus Finnland (1962), Nicholas Fairall (2015) und Lukas Müller (2016) zogen sich bei der Ausübung ihres Sports Rückenmarksverletzungen mit daraus resultierender Querschnittlähmung zu. Gleiches gilt für den Schweizer Nordischen Kombinierer Matthias Lötscher, der 2005 auf der Sprungschanze in Kandersteg verunglückte. Weitere Folgen können Knochenbrüche (Steinar Bråten, Masahiro Akimoto, John Lockyer, Ulrike Gräßler) und schwere Gehirnerschütterungen (Simon Ammann, Thomas Morgenstern, Thomas Diethart, Eva Pinkelnig, Sondre Ringen) sein. Rolf Åge Berg und Thomas Diethart zogen sich bei Stürzen ebenfalls dauerhafte gesundheitliche Schäden zu.
Die Umstellung auf den V-Stil Anfang der 1990er Jahre betonte die Bedeutung der Flugphase in Relation zum Absprung. Dies hatte zur Folge, dass ein geringes Körpergewicht sich zunehmend als vorteilhaft erwies. Das Thema wurde durch Stephan Zünd, der an Magersucht litt, nach seinem Rücktritt 1996 publik. Christian Moser war Mitte der 1990er Jahre von derselben Krankheit betroffen. Laut dem damaligen österreichischen Mannschaftsarzt Peter Baumgartl wurde in dieser Zeit ebenfalls von Fällen im deutschen und norwegischen Team berichtet. Dieter Thoma sprach in einem Interview Ende 1996 über den von Trainern ausgeübten Druck zu einem niedrigen Körpergewicht. Auch Janne Ahonen berichtete in seiner Autobiografie vom strengen Diätprogramm und seinen Folgen. Bei Sven Hannawald wurde gleichfalls eine Magersucht vermutet. Durch die Einführung der BMI-Regel im Jahr 2004, die zunächst aber nur für Männer galt, sollte dieser Entwicklung entgegengewirkt werden. Die Vorgaben wurden aber mehrfach als nicht ausreichend betrachtet bzw. wurde darauf aufmerksam gemacht, dass die bei einem niedrigen BMI vorgeschriebene zwangsweise Skilängenverkürzung durch ein niedriges Körpergewicht oder die Skibindung ausgeglichen werden kann. Kritisch äußerten sich zu diesem Thema u. a. Andreas Felder, Øyvind Berg, Reinhard Heß, Frank Löffler, Michael Möllinger, Janne Ahonen, Michael Neumayer, Martin Schmitt, Anton Innauer, Alexander Pointner, Andreas Bauer, Maren Lundby, Lindsey Van, Christoph Eugen, Andreas Goldberger, Jens Weißflog, Simon Ammann, Gregor Deschwanden, Bor Pavlovčič, Anders Jacobsen, Christian Meyer, Thomas Thurnbichler, Alexander Stöckl, Sven Hannawald, Dominik Peter, Silje Opseth und Katharina Schmid. Auch Daniel Forfang geriet nach seinem Rücktritt 2006 durch die Gewichtsfrage in den Fokus der Medien. Die norwegische Skispringerin Henriette Smeby hatte bereits ein Jahr zuvor öffentlich über ihre Magersucht gesprochen. Im Jahr 2012 trat der damalige Skiflugweltrekordhalter Johan Remen Evensen aufgrund der hohen Gewichtsanforderungen zurück. Im Jahr 2022 wurde außerdem der polnische Skiverband intern sowie international kritisiert, als er Skispringerinnen mit einem BMI von über 21 die Förderung entzog. Anna Twardosz sprach in diesem Zusammenhang über jahrelange Depressionen und Bulimie, Kamila Karpiel unterbrach aufgrund der Regel ihre Laufbahn. Seitens Gregor Deschwanden und Maren Lundby wurde in der Vergangenheit eine feste BMI-Untergrenze vorgeschlagen. Auch Silje Opseth schlug im Jahr 2025 eine Regeländerung vor. Durch Gewichtsreduzierungsmaßnahmen besteht generell die Gefahr des RED-S-Syndroms, außerdem können bei Springerinnen Menstruationsbeschwerden auftreten. Eine prominente Kritikerin aus dem wissenschaftlichen Bereich ist die norwegische Sportmedizinerin und Expertin für Essstörungen Jorunn Sundgot-Borgen.
Die modernen Bindungen und Keile unter den Schuhen der Aktiven (bzw. die Keilgrößen) wurden mehrfach für eine steigende Anzahl von Knieverletzungen verantwortlich gemacht, u. a. von Mario Stecher, Lukas Müller, Sepp Gratzer, Werner Schuster, Johan Remen Evensen und Eirin Maria Kvandal. Die hohe Anzahl der Knieverletzungen ergibt sich auch aus Untersuchungen der FIS sowie einer 2019 in Norwegen vorgestellten Studie. Ein 2022 veröffentlichter Vergleich belegt zudem das höhere Aufkommen an Knieverletzungen im Verhältnis zu anderen Wintersportarten. Vor Einführung des gegenwärtigen Equipments wurden hingegen eher Stürze als Verletzungsgründe wahrgenommen. Mit Walter Steiner hatte hingegen bereits 1978 ein bekannter Athlet wegen Kniebeschwerden seine Laufbahn beenden müssen.
Springer wie Sven Hannawald und Thomas Morgenstern thematisierten in der Öffentlichkeit auch die psychischen Belastungen des Sports. Hannawald hatte nach einem Burn-out seine Laufbahn beendet.

## Medienpräsenz
Im Fernsehen wird das Skispringen auf Eurosport und dem Pay-TV-Sender Eurosport 2 gezeigt. In Deutschland wird Skispringen während der Wintersaison jedes Wochenende im Wechsel durch ARD und ZDF übertragen. In Österreich erfolgt die Übertragung durch den ORF, in der Schweiz durch SRF zwei.